# Acacia anthochaera
Acacia anthochaera é um arbusto ou árvore pertencente ao gênero Acacia e ao subgênero Phyllodineae nativo da Austrália Ocidental.
O arbusto ou árvore arredondada normalmente cresce a uma altura de 1 to 5 m (3 to 16 ft). Floresce de agosto a dezembro e produz flores amarelas.
A espécie foi descrita formalmente pela primeira vez pelo botânico Bruce Maslin em 1995 como parte do trabalho Acacia Miscellany Taxonomy of some Western Australian "Uninerves-Racemosae" espécies (Leguminosae: Mimosoideae: seção Phyllodineae) conforme publicado na revista Nuytsia. A espécie foi reclassificada como Racosperma anthochaerum em 2003 por Leslie Pedley, mas retornou ao gênero Acacia em 2006.
É endêmico de uma área nas regiões do Centro-Oeste e Wheatbelt da Austrália Ocidental.